# Pelochelys cantorii
Espèce
Synonymes
- Pelochelys cumingii Gray, 1864
- Pelochelys poljakowii Strauch, 1890

Statut de conservation UICN

 EN A1cd+2cd : En danger
Statut CITES
Pelochelys cantorii est une espèce de tortues d'eau douce de la famille des Trionychidae, aussi appelée « tortue géante à carapace molle » ou « tortue de Cantor » ou "Trionyx géant d'Asie".

## Description
Cette tortue a une tête large et de petits yeux près du bout de son museau. Elle se distingue par sa carapace lisse et molle, de couleur olive sombre. Les juvéniles peuvent avoir la carapace et la tête tachetées de noir, avec du jaune sur le pourtour de la carapace.
La tortue géante à carapace molle pourrait peut-être mesurer jusqu'à 2 m de longueur mais en général, elle mesure entre 70 cm et 1m et peut peser plus de 100 kg.

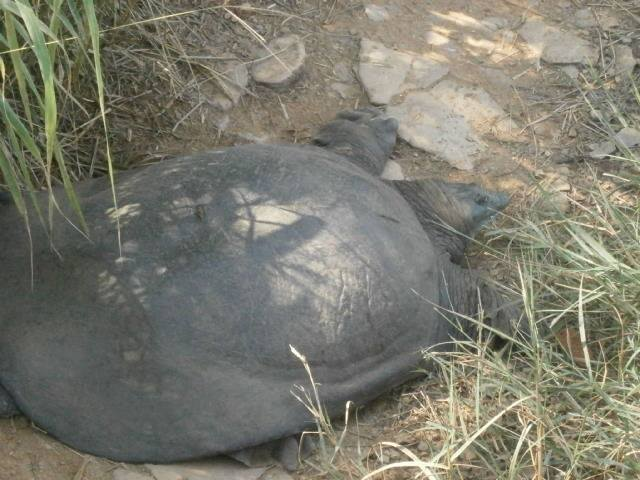
Tortue géante à carapace molle, parc national de Ranthambore, Rajasthan, Inde

P. cantorii est un prédateur d’affût principalement carnivore, se nourrissant de crustacés, en particulier de crabes et de crevettes, de mollusques et de poissons (bien que quelques plantes aquatiques puissent aussi figurer à son menu). La tortue passe 95 % de sa vie enterrée et immobile, laissant seulement dépasser du sable ses yeux et le bout de sa gueule. Elle fait surface seulement deux fois par jour pour respirer.
Cette tortue pond 20-28 œufs d'environ 3 cm de diamètre, en février ou mars sur des berges.

## Habitat et répartition

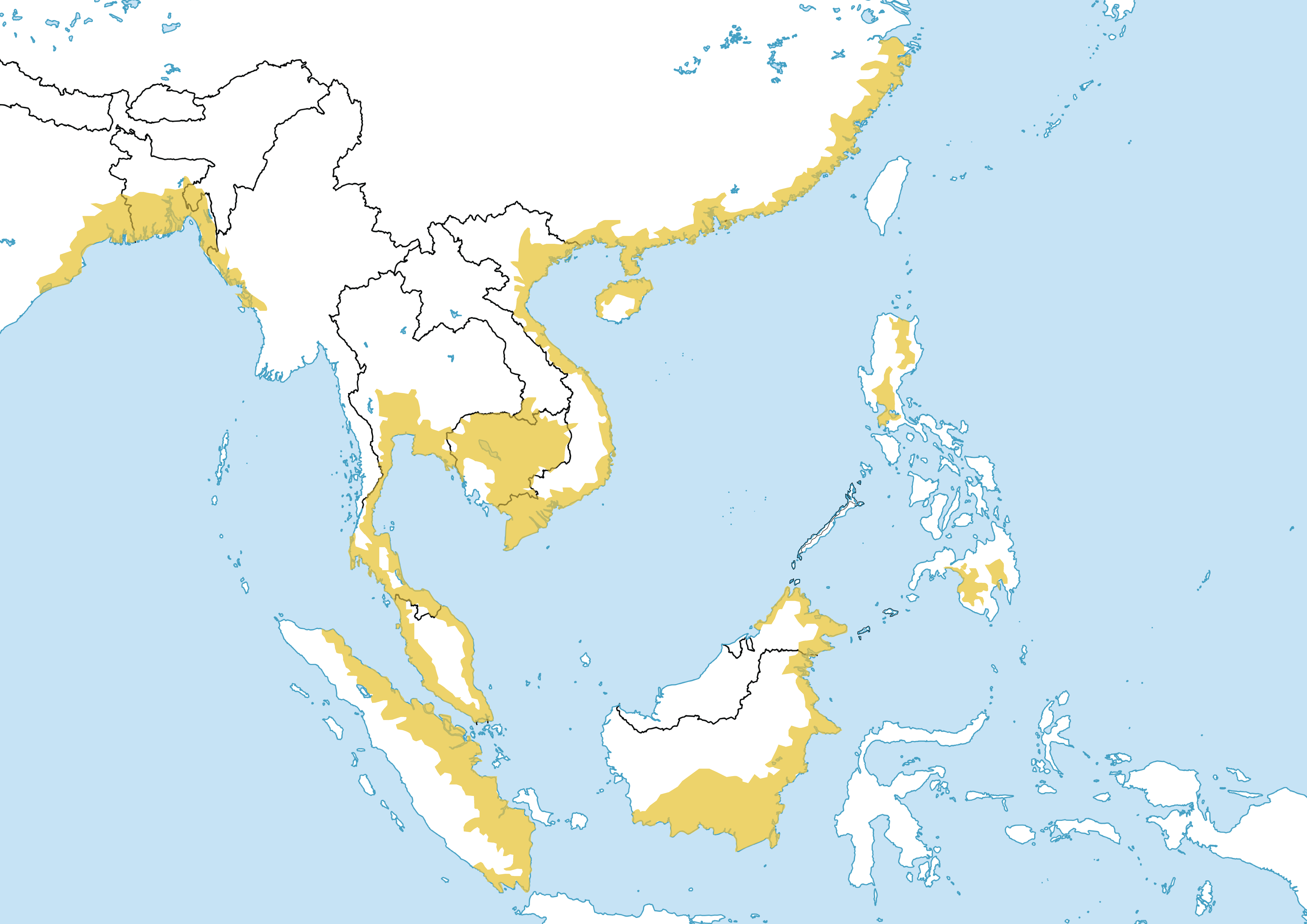
Aire de répartition de la tortue de Cantor

Cette espèce se rencontre :
- au Bangladesh ;
- au Cambodge ;
- en République populaire de Chine dans les provinces du Fujian, du Guangdong, du Guangxi, du Hainan, du Jiangsu, du Yunnan et du Zhejiang ;
- en Inde dans les États du Kerala, d'Orissa, du Tamil Nadu et du Bengale-Occidental ;
- en Indonésie sur les îles de Java et de Sumatra et au Kalimantan ;
- au Laos ;
- en Malaisie ;
- en Birmanie ;

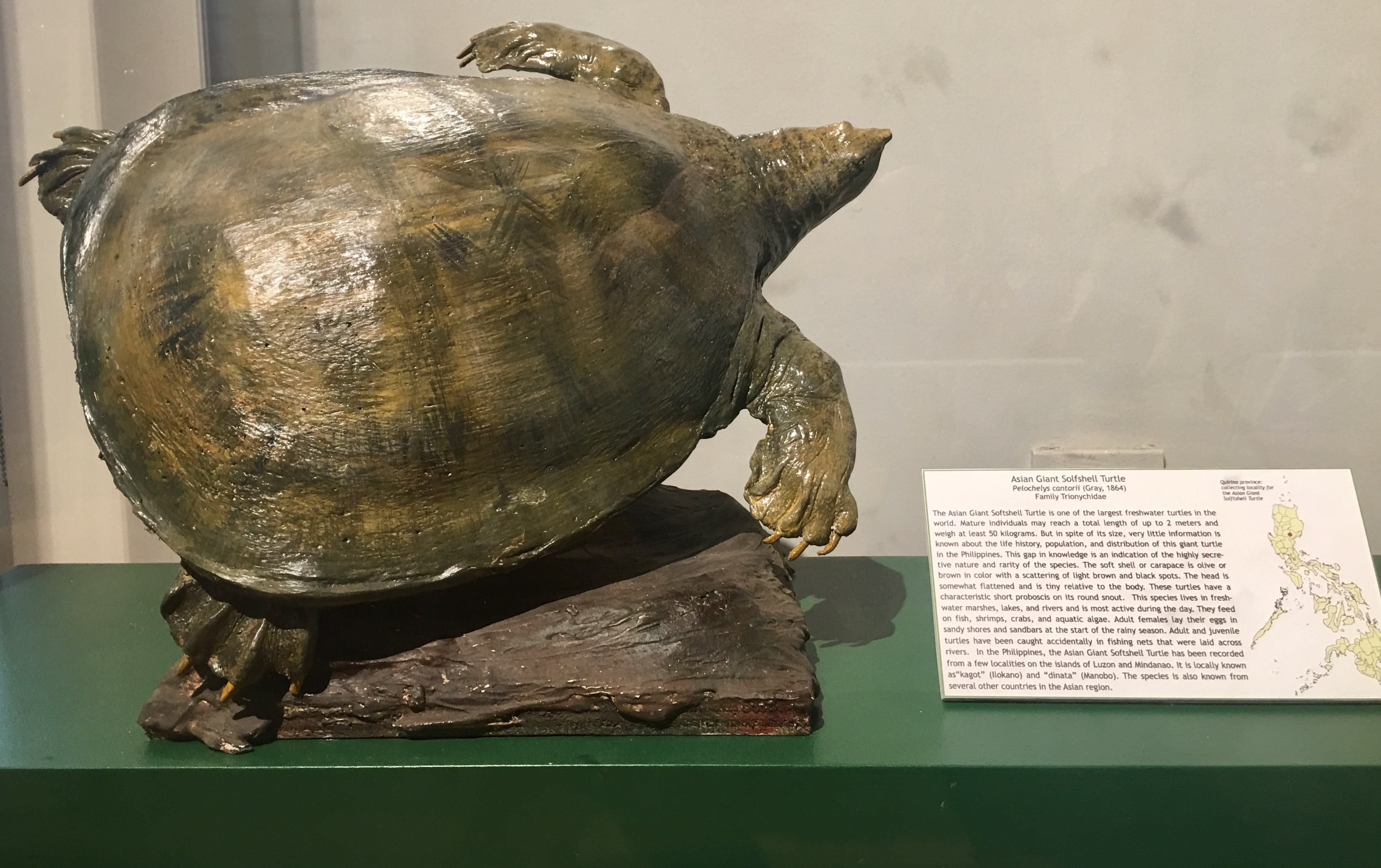
Tortue géante à carapace molle, Musée national des Philippines

- Tortue géante à carapace molle, Musée national des Philippinesaux Philippines sur les îles de Luçon et de Mindanao ;
- en Thaïlande ;
- au Viêt Nam.

Elle n'est plus présente à Singapour et en République populaire de Chine dans la province d'Anhui.
Elle vit au bord des mares, lacs et rivières.

## Étymologie
Cette espèce est nommée en l'honneur de Theodore Edward Cantor.

## Publication originale
- Gray, 1864 : Revision of the species of Trionychidae found in Asia and Africa, with the descriptions of some new species. Proceedings of the Zoological Society of London, vol. 1864, p. 76–98 (texte intégral).